# Podczaszy wielki litewski
Podczaszy wielki litewski (łac. pocillator Magni Ducatus Lithuaniae) – urząd dworski Wielkiego Księstwa Litewskiego I Rzeczypospolitej.
Do jego kompetencji należało dysponowanie napojami w czasie uczt dworu wielkiego księcia. Podawał władcy puchar, skosztowawszy najpierw trunku, co miało na celu wykrycie potencjalnej trucizny. Podawał desery, trzymał klucz nad bardzo wówczas drogimi przyprawami korzennymi.